# Пуд (мера за тежину)
Пуд (рус. пуд ), стара (превазиђена) руска мјера за масу (тежину). 1 пуд једнак је 16,3805 кг.

## Етимологија ријечи
Пуд настало од  . Други извори наводе да је пуд старословенска ријеч позајмљена из латинског језика.

## Историјат
Пуд се први пута помиње 1134. године. Од 12. вијека је званична мјера за масу (тежину) робе. Помиње се и 1229.г у споразумима из Риге и Смоленска. Еталон се чува.
Од 1899. године по "Правилнику о теговима и мјерама у 1899" озваничено је : 1 пуд=16,3804815 кг.

## Ван употребе
Укинут 1920.г. декретом о увођењу Међународног система мјера у СССР са потписом В. Лењина. И по укидању још се неко вријеме користи у производњи и трговини пољопривредним производима. Задржао се једино као назив у означавању тежина тегова..